# Rojo y Negro
Rojo y Negro es un periódico anarcosindicalista fundado en 1984 como órgano de la CGT española y medio noticioso y de opinión. Actualmente se publica desde Madrid, de forma mensual con una tirada de 45.000 ejemplares.
Contiene las secciones Al Día de reflexión sobre la actualidad, Ideas con artículos de opinion, Sin fronteras sobre noticias internacionales, Eje Violeta con artículos sobre feminismos y LGTBIAQ+, Agitacción con contenido social  Acción Sindical con contenidos propios de la acción sindical de CGT y el suplemento Addenda Cultural; en La Tercera se incluyen firmas de personas relevantes del sindicalismo combativo y de los movimientos sociales. En su etapa actual, los contenidos se promueven desde y para la sociedad en general y no exclusivamente para su afiliación con especial interés en temas como la juventud, el ecologismo, la inmigración o las disidencias de género. 
También con el nombre Rojo y Negro TV la CGT emite un programa de televisión que se puede ver en su web, en directo en el canal 33 de Madrid sintonizado en la banda UHF, canales 45 y 57 y en Youtube. 

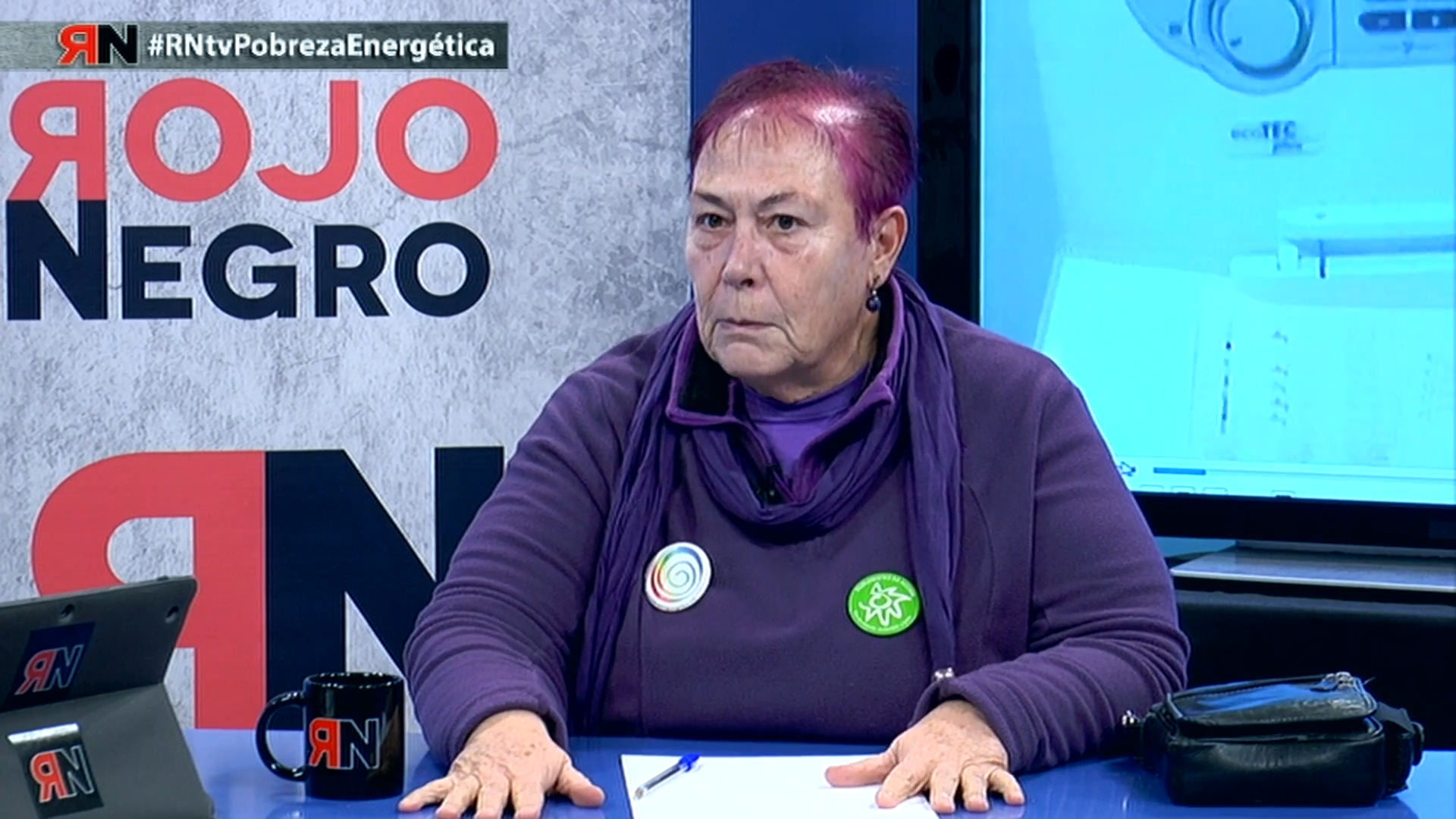
Imagen de un programa de Rojo y Negro TV

## Historia
La historia de la publicación comienza en enero de 1984, poco después de la división sufrida por la CNT, que dio origen a la CNT-Renovada que posteriormente se convertiría en CGT. Al principio la periodicidad de la publicación fue irregular, antes de volverse mensual desde 1988. En la actualidad 35.000 subscriptores reciben el periódico a domicilio o son repartidas entre los capítulos locales del sindicato para entregarse en las actividades sociales que realicen.